# Almendra (음반)
《Almendra》(발음: [alˈmendɾa];→아몬드)는 아르헨티나의 록 밴드 알멘드라의 첫 번째 정규 음반이자 셀프 타이틀 음반으로, 1969년 11월 29일 RCA 빅터의 자회사인 빅에서 발매하였다. 이듬해 발매한 정규 2집 음반 《Almendra II》와의 혼동을 피하기 위해 《Almendra I》이라 부르기도 한다. 1960년대 중반, 당시 19살이었던 루이스 알베르토 스피네타가 에밀리오 델 게르시오, 에델미로 몰리나리, 로돌포 가르시아와 함께 밴드를 결성하고 처음으로 만든 음악적 성과물이기도 하다. 또 한 남자가 머리에 장난감 화살이 꽂힌 채 눈물을 흘리는 것을 표현한 표지로도 유명한데, 이는 스피네타가 음반에 드러나는 서로 다른 주제의 가사를 상징한다는 뜻으로 디자인한 것이다.
1960년대 말이 되면서 아르헨티나에서 누에바 올라 현상은 점점 인기를 잃어갔고, 그와 동시에 밴드 로스 가토스의 첫 싱글 〈La balsa〉가 엄청난 인기를 끌면서 아르헨티나 록을 등장하게 만들었다. 그리고 로스 가토스의 성공은 마날과 알멘드라에게 길을 열어주게 되었다. 이후 이 세 밴드는 록이 저물어 갈 때, 스페인어로 진지하고도 예술적인 노래를 불렀다고 하여 아르헨티나 록의 기반을 다진 3부작이라는 평을 받게 된다. 스피네타는 가사를 시적이고 초현실주의적으로 쓰거나 문법과 강세를 독특하게 하여 불렀다. 멜로디는 비틀즈와 재즈와 함께 탱고와 같이 아르헨티나의 전통 음악으로부터 받은 영향을 통합하였다.
《Almendra》는 발매가 되자마자 스피네타가 만든 가장 유명한 곡 중 하나인 〈Muchasa (ojos de papel〉의 인기에 힘입으며 상업과 비평에서 모두 좋은 성적을 거두었다. 현재까지도 종종 아르헨티나 록 음악 역사에 있어 가장 위대하고도 영향력 있는 음반 중 하나로 꼽히고 있으며, 아르헨티나에 한하는 락 나시오날 현상을 넘어서 스페인어권 전체를 아우르는 락 엔 에스파뇰에서도 지대한 영향을 끼쳤다고 보고 있다. 또한 아직까지 1960년대 아르헨티나의 청년문화를 대변하는 패러다임으로 남아 있으며, 이는 당시 10년 동안 아르헨티나에서의 반문화에 대한 영향력이 증가했음을 보여준다.

## 표지
그 남자는 모자란 아르헨티나인을 그린 것이다. 멍청한 역을 하는 것... 좀 한심한 것 같다. 물론 작은

《Almendra》의 음반 표지는 스피네타가 직접 디자인하였다. 그림은 스카프를 머리에 두르고 장난감 화살이 꽂혀있는 채 괴로워하고 있는 한 남자가 그려져 있다. 눈물은 뺨으로 흐르고 있으며, ALMENDRA라 쓰여져 있는 분홍색 옷을 입고 있다. 스피네타는 템페라와 대지(臺紙)에 연필로 그렸다.

## 평가
| 전문가 평가 | 전문가 평가 |
| 평가 점수   | 평가 점수   |
| 출처        | 점수        |
| ----------- | ----------- |
| 올뮤직      | [ 3 ]       |

에두아르도 베르티에 따르면 《Almendra》는 음악 평단으로부터 대부분 긍정적인 반응을 받았다. 특히 로돌포 알초우론이 오케스트라풍으로 편곡한 〈Laura va〉는 전반적인 극찬을 들었다. 하지만 파지나/12의 저널리스트 디에고 피셔맨은 2009년에 이에 반대하며 아래의 글을 썼다.

1968년, 당시 신문에는 록이라 불리는 것은 실리지 않았다. 게다가 대중 음악에 대한 비평도 찾아볼 수 없었다. 그나마 잡지 아날리시스, 그리고 얼마 후 신문 라 오피니온에 글을 기고한 호르헤 안드레스였다. 그래서 책자에 붙어있는 "비평가들이 알멘드라를 괜찮게 생각하고, 대중도 알멘드라를 사랑했다"는 말은 거짓말이다. 대중은 음악을 잘 몰랐으며, 비판도 존재하지 않았다. 만약 핀 업에서 출판한 것을 무시하면, 1968년에서 1970년 사이 시장에 쇄도했던 "비트 음악"이라는 새로운 제품을 강요하기 위해 레이블이 적당히 언론 운영에 반응한 것일 뿐이다.

## 영향
《Almendra》는 라틴 아메리카 록 역사에 있어 가장 중요한 음반 중 하나로 여겨지고 있다.

## 트랙 리스트
표시한 곳을 제외하고는 루이스 알베르토 스피네타가 만들었다.
| #  | 제목                                 | 재생 시간 |
| -- | ------------------------------------ | --------- |
| 1. | 〈Muchacha (ojos de papel)〉         | 3:04      |
| 2. | 〈Color humano〉 (에델미로 몰리나리) | 9:09      |
| 3. | 〈Figuración〉                       | 3:32      |
| 4. | 〈Ana no duerme〉                    | 2:42      |

| #            | 제목                                                     | 재생 시간 |
| ------------ | -------------------------------------------------------- | --------- |
| 5.           | 〈Fermín〉                                               | 3:16      |
| 6.           | 〈Plegaria para un niño dormido〉                        | 4:01      |
| 7.           | 〈A estos hombres tristes〉                              | 5:56      |
| 8.           | 〈Que el viento borró tus manos〉 (에밀리오 델 게르시오) | 2:36      |
| 9.           | 〈Laura va〉                                             | 2:48      |
| 총 재생 시간 | 총 재생 시간                                             | 37:35     |

## 크레딧
크레딧은 《Almendra》의 라이너 노트에서 발췌하였다.
| 알멘드라 - 루이스 알베르토 스피네타 - 보컬, 전기 기타와 통기타, 리듬 기타, 하모니카 - 에밀리오 델 게르시오 - 베이스 기타, 플루트, 보컬, 백 보컬 - 에델미로 몰리나리 - 전기 기타와 통기타, 리드 기타, 베이스 기타, 오르간, 피아노, 백 보컬 - 로돌포 가르시아 - 드럼, 탬버린, 징글벨, 휘파람, 백 보컬, 추가 타악기 객원 - 파포 [sic], 샘과 나머지 서커스 사람 - 〈Figuración〉의 백 보컬 - 산티아고 히아코베 -〈Ana no duerme〉의 오르간 - 로돌포 알초우론 - 기타, 〈Laura va〉의 편곡 및 지휘 | 악기 - 알리시아 바라디 - 하프 - 시몬 슬로트니크 - 비올라 - 베르나르도 스탈만 - 바이올린 - 티토 마리아노 - 글로켄슈필 - 월터 시로니 - 바순 - 구스타보 베르가이 - 플루겔호른 - 마리오 텐테이러 - 프렌치 호른 - 카를로스 폼페요 - 플루트 - 알베르토 미스라이 - 베이스 클라리넷 - 호세 브라가토 - 첼로 - 로돌포 메데로스 - 반도네온 - 오스카르 피게로아 - 코디네이션 |

## 같이 보기
- 비틀즈의 문화적 영향
- 개러지 록

## 참고 서적
- 알라바르세스, 파블로 (1993년 11월 1일). 《Entre gatos y violadores: el rock nacional en la cultura argentina》 (스페인어). 아르헨티나 부에노스아이레스: Colihue. ISBN 950-581-243-4.
- 디에즈, 후안 카를로스 (2012년). 《Martropía. Conversaciones con Spinetta》 (스페인어). 부에노스아이레스: Aguilar. ISBN 978-987-04-2677-6.
- 라레아, 아구스티나 (2014년 5월 1일). 《Quién es la chica: Las musas que inspiraron las grandes canciones del rock argentino》 (스페인어). 랜덤 하우스. 13쪽. ISBN 9789873650307.
- 마르치, 세르히오 (2019년). 《Spinetta: Ruido de magia》 (스페인어). 아르헨티나 부에노스아이레스: Spinetta: Ruido de magia. ISBN 978-950-49-6461-2.
- 마리타노, 알마; 페트루치, 에르미니아 L. (2009년). 《Teatro por la identidad: antología》 (스페인어). 아르헨티나 부에노스아이레스: Ediciones Colihue. 188쪽. ISBN 978-950-581-159-5.
- 핀토스, 빅토르 (1993년). 《Tanguito: La verdadera historia》 (스페인어). 아르헨티나 부에노스아이레스: Planeta. ISBN 950-742-375-3.
- 폴리메니, 카를로스 (2002년). 《Bailando sobre los escombros: historia crítica del rock latinoamericano》 (스페인어). 아르헨티나 부에노스아이레스: Editiorial Biblos. 101쪽. ISBN 978-950-786-298-4.
- 스피네타, 루이스 A.; 베르티, 에두아르도 (2014년) [1988년]. 《Crónica e iluminaciones》 (스페인어). 아르헨티나 부에노스아이레스: Editora AC, Planeta. ISBN 978-950-49-4055-5.